# Letopisețul Novgorodului

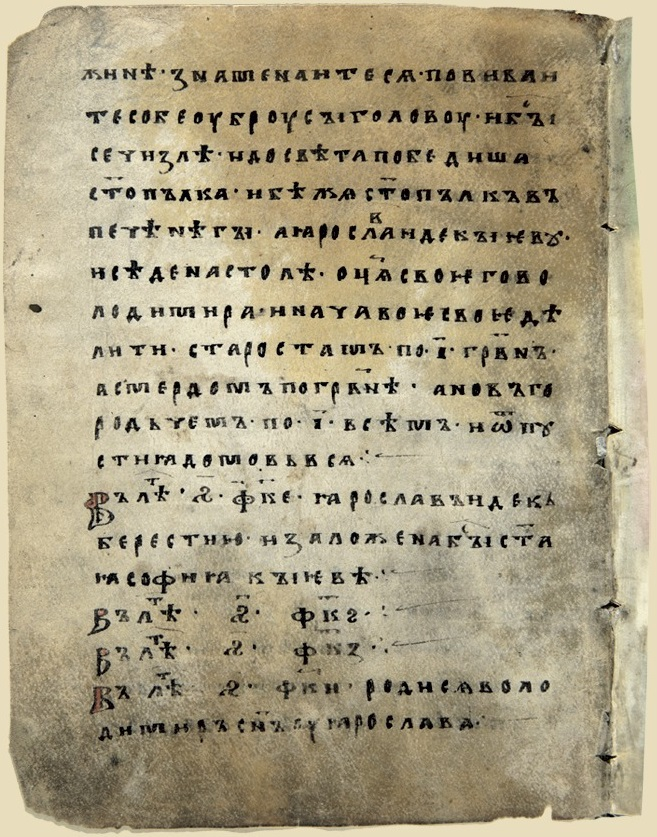
Letopisețul Novgorodului

Letopisețul Novgorodului (alte denumiri: Prima Cronică a Novgorodului, în rusă Новгородская первая летопись, sau Cronica Novgorodului) 1016-1471 este cea mai veche cronică despre Republica Novgorodului. Din text rezultă o tradiție diferită față de cea din Cronica lui Nestor (Cronica Kieveană).